# El Agheila

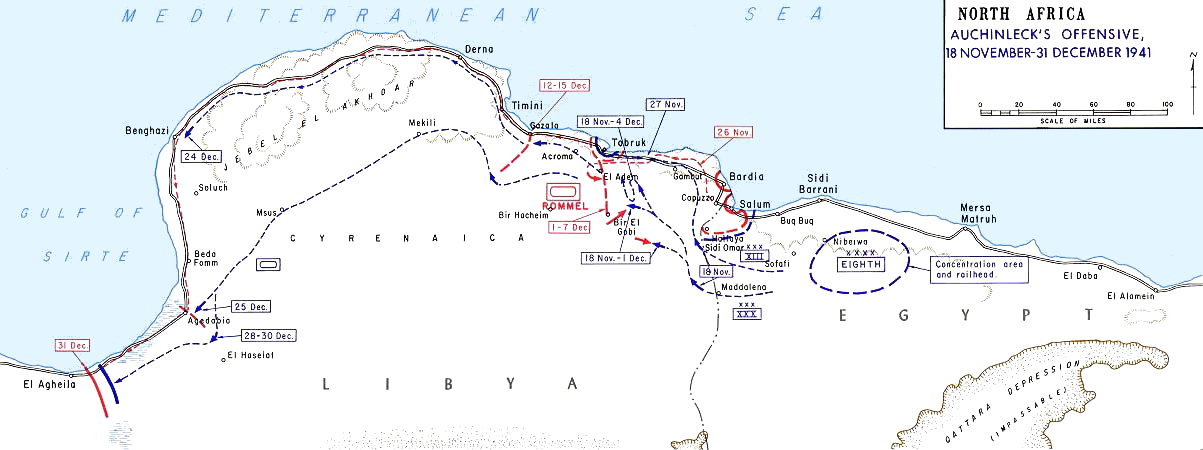
Carte de l'opération Crusader. La ville d'El Agheila est située en bas à gauche (cliquez pour agrandir).

El Agheila (en arabe : العقيلة) est une ville côtière de la Méditerranée située au fond du golfe de Sidra dans le sud-ouest de la Cyrénaïque en Libye. La ville est le chef lieu de la municipalité du même nom.

## Géographie
Les eaux de mer qui bordent la ville sont les eaux les plus méridionales de toute la Méditerranée, il n'existe pas de côte sur la Méditerranée située plus au sud.

## Histoire

### Seconde guerre mondiale
La ville fut le théâtre de batailles durant la Seconde Guerre mondiale. Ainsi, à la suite de la destruction de la Xe armée italienne, les Anglais prennent la ville en février 1941.
Profitant du départ de nombreuses unités britanniques en Grèce pour y faire face aux forces de l'Axe, le Deutsche Afrika Korps débarque à Tripoli. La contre-attaque conduite par le général Erwin Rommel permet aux Italiens de reprendre El Agheila. Rommel utilise alors la ville comme une base pour ses attaques, notamment vers Tobrouk, et la fortifie en conséquence.
Lors de l'opération Crusader, au cours de laquelle Rommel est contraint au repli, la ville est de nouveau reprise par les Anglais qui la perdent en janvier 1942 après l'offensive germano-italienne. Vaincu lors de la seconde bataille d'El Alamein, Rommel évacue la Libye et les Anglais occupent définitivement la ville d'El Agheila à la fin du mois de décembre de l'année 1942.